# JJ Jegede
JJ Jegede (Newham, 3 ottobre 1985) è un ex lunghista britannico.

## Biografia
Nato in uno borgo di Londra da una famiglia di origine nigeriana, Jegede è stato attivo in giovane età soprattutto nel calcio a cui ha dovuto rinunciare dopo essergli stata diagnosticata la sindrome di Osgood-Schlatter, approdando tardi all'atletica leggera. Ha esordito internazionalmente nel 2007 agli Europei under 23 in Ungheria. Dopo l'esordio in Diamond League l'anno precedente, nel 2012 ha preso parte agli Europei in Finlandia, classificandosi quarto in finale, a soli sette centimetri dalla medaglia di bronzo, lo svedese Michel Tornéus. Ai trials nazionali rimane fuori dalla selezione per partecipare ai Giochi olimpici di Londra 2012, venendo difatti escluso.
Lasciata la carriera agonistica, Jegede è un personal trainer.

## Palmarès
| Anno                                  | Manifestazione          | Sede     | Evento         | Risultato | Prestazione | Note |
| ------------------------------------- | ----------------------- | -------- | -------------- | --------- | ----------- | ---- |
| In rappresentanza della Gran Bretagna |                         |          |                |           |             |      |
| 2007                                  | Europei U23             | Debrecen | Salto in lungo | 13º (q)   | 7,42 m      |      |
| 2012                                  | Europei                 | Helsinki | Salto in lungo | 4º        | 8,10 m      |      |
| 2014                                  | Europei                 | Zurigo   | Salto in lungo | 9º        | 7,88 m      |      |
| In rappresentanza dell' Inghilterra   |                         |          |                |           |             |      |
| 2014                                  | Giochi del Commonwealth | Glasgow  | Salto in lungo | 7º        | 7,81 m      |      |